# マルク・ロペス
マルク・ロペス・タレース（Marc López Tarrés , 1982年7月31日 - ）は、スペイン・バルセロナ出身の男子プロテニス選手。これまでにATPツアーでシングルスの優勝はないが、ダブルス14勝を挙げている。右利き、バックハンド・ストロークは両手打ち。自己最高ランキングはシングルス106位、ダブルス3位。
2016年全仏オープン男子ダブルスで優勝。リオデジャネイロ五輪男子ダブルス金メダル。2012年ATPワールドツアー・ファイナル男子ダブルス優勝の経歴がある。

## 来歴
2012年のATPワールドツアー・ファイナルにもマルセル・グラノリェルスとのペアで決勝に進出しマヘシュ・ブパシ/ロハン・ボパンナ組を7-5, 3–6, [10-3]で破り優勝した。
2014年全仏オープン男子ダブルスではマルセル・グラノリェルスとのダブルスで初めて4大大会ダブルスの決勝に進出した。ジュリアン・ベネトー/エドゥアール・ロジェ＝バセラン組に3-6, 6-7(1)で敗れ準優勝となった。全米オープンでもマルセル・グラノリェルスとのペアで決勝に進出したがブライアン兄弟に3-6, 4-6で敗れた。
2016年全仏オープン男子ダブルスではフェリシアーノ・ロペスと組んで、3回戦で第1シードのエルベール/マユ組を7-6(7), 6-1で破ると、準決勝でディフェンディングチャンピオンのドディグ/メロ組を6-2, 3-6, 7-5で破り、自身初のグランドスラム決勝進出を果たす。決勝ではブライアン兄弟に6-4, 6-7(6), 6-3で勝利し初のグランドスラムタイトルを獲得した。
リオ五輪の男子ダブルスではラファエル・ナダルと組んで決勝に進出。決勝でルーマニアのメルジャ/テカウ組に6-2, 3-6, 6-4で勝利し、金メダルを獲得した。

## ATPツアー決勝進出結果

### ダブルス: 33回 (14勝19敗)
| 結果   | No. | 決勝日         | 大会                 | サーフェス    | パートナー               | 対戦相手                                                | スコア              |
| ------ | --- | -------------- | -------------------- | ------------- | ------------------------ | ------------------------------------------------------- | ------------------- |
| 準優勝 | 1.  | 2004年4月18日  | バレンシア           | クレー        | フェリシアーノ・ロペス   | ガストン・エトリス マルティン・ロドリゲス               | 5–7, 6–7            |
| 優勝   | 1.  | 2009年1月9日   | ドーハ               | ハード        | ラファエル・ナダル       | ダニエル・ネスター ネナド・ジモニッチ                   | 4–6, 6–4, [10–8]    |
| 優勝   | 2.  | 2010年3月20日  | インディアンウェルズ | ハード        | ラファエル・ナダル       | ダニエル・ネスター ネナド・ジモニッチ                   | 7–6(10–8), 6–3      |
| 優勝   | 3.  | 2010年3月9日   | オエイラス           | クレー        | ダビド・マレーロ         | パブロ・クエバス マルセル・グラノリェルス               | 3–6, 6–3, [8–10]    |
| 優勝   | 4.  | 2010年7月25日  | ハンブルク           | クレー        | ダビド・マレーロ         | ジェレミー・シャルディー ポール＝アンリ・マチュー       | 6-3, 2-6, [10-8]    |
| 準優勝 | 2.  | 2010年10月31日 | モンペリエ           | ハード (室内) | エドゥアルド・シュワンク | ステファン・フース ロス・ハッチンス                     | 2–6, 6–4, [7–10]    |
| 優勝   | 5.  | 2011年1月7日   | ドーハ               | ハード        | ラファエル・ナダル       | ダニエレ・ブラッチアリ アンドレアス・セッピ             | 6–3, 7–6(7–4)       |
| 準優勝 | 3.  | 2011年2月6日   | ザグレブ             | ハード (室内) | マルセル・グラノリェルス | ディック・ノーマン ホリア・テカウ                       | 3–6, 4–6            |
| 準優勝 | 4.  | 2011年3月1日   | エストリル           | クレー        | ダビド・マレーロ         | エリック・ブトラック ジャン＝ジュリアン・ロジェ         | 3–6, 4–6            |
| 準優勝 | 5.  | 2011年7月16日  | シュトゥットガルト   | クレー        | マルセル・グラノリェルス | ユルゲン・メルツァー フィリップ・ペッシュナー           | 3–6, 4–6            |
| 準優勝 | 6.  | 2012年3月3日   | アカプルコ           | クレー        | マルセル・グラノリェルス | ダビド・マレーロ フェルナンド・ベルダスコ               | 3–6, 4–6            |
| 優勝   | 6.  | 2012年3月18日  | インディアンウェルズ | ハード        | ラファエル・ナダル       | ジョン・イスナー サム・クエリー                         | 6–2, 7–6(7–3)       |
| 準優勝 | 7.  | 2012年4月29日  | バルセロナ           | クレー        | マルセル・グラノリェルス | マリウシュ・フィルステンベルク マルチン・マトコフスキ   | 6-2, 6-7(7), [8-10] |
| 優勝   | 7.  | 2012年5月20日  | ローマ               | クレー        | マルセル・グラノリェルス | ルカシュ・クボット ヤンコ・ティプサレビッチ             | 6-3, 6-2            |
| 準優勝 | 8.  | 2012年7月14日  | ウマグ               | クレー        | マルセル・グラノリェルス | ダビド・マレーロ フェルナンド・ベルダスコ               | 3–6, 6–7(4)         |
| 優勝   | 8.  | 2012年7月22日  | グシュタード         | クレー        | マルセル・グラノリェルス | ロベルト・ファラ サンティアゴ・ヒラルド                 | 6–4, 7–6(9)         |
| 準優勝 | 9.  | 2012年8月12日  | トロント             | ハード        | マルセル・グラノリェルス | ボブ・ブライアン マイク・ブライアン                     | 1–6, 6–4, [10–12]   |
| 優勝   | 9.  | 2012年11月12日 | ロンドン             | ハード (室内) | マルセル・グラノリェルス | マヘシュ・ブパシ ロハン・ボパンナ                       | 7-5, 3–6, [10-3]    |
| 準優勝 | 10. | 2013年8月18日  | シンシナティ         | ハード        | マルセル・グラノリェルス | ボブ・ブライアン マイク・ブライアン                     | 4–6, 6–4, [4–10]    |
| 優勝   | 10. | 2014年2月16日  | ブエノスアイレス     | クレー        | マルセル・グラノリェルス | パブロ・クエバス オラシオ・セバジョス                   | 7–5, 6–4            |
| 準優勝 | 11. | 2014年6月7日   | 全仏オープン         | クレー        | マルセル・グラノリェルス | ジュリアン・ベネトー エドゥアール・ロジェ＝バセラン     | 3-6, 6-7(1)         |
| 準優勝 | 12. | 2014年9月7日   | 全米オープン         | ハード        | マルセル・グラノリェルス | ボブ・ブライアン マイク・ブライアン                     | 3-6, 4-6            |
| 準優勝 | 13. | 2015年5月3日   | エストリル           | クレー        | ダビド・マレーロ         | エリック・ブトラック スコット・リプスキー               | 4-6, 6-3, [8–10]    |
| 準優勝 | 14. | 2015年5月17日  | ローマ               | クレー        | マルセル・グラノリェルス | パブロ・クエバス ダビド・マレーロ                       | 4-6, 5-7            |
| 優勝   | 11. | 2016年1月8日   | ドーハ               | ハード        | フェリシアーノ・ロペス   | フィリップ・ペッシュナー アレクサンダー・ペヤ           | 6-4, 6-3            |
| 準優勝 | 15. | 2016年2月27日  | ドバイ               | ハード        | フェリシアーノ・ロペス   | シモーネ・ボレッリ アンドレアス・セッピ                 | 2–6, 6-3, [12-14]   |
| 優勝   | 12. | 2016年6月4日   | 全仏オープン         | クレー        | フェリシアーノ・ロペス   | ボブ・ブライアン マイク・ブライアン                     | 6-4, 6-7(6), 6-3    |
| 優勝   | 13. | 2016年8月12日  | リオデジャネイロ五輪 | ハード        | ラファエル・ナダル       | フロリン・メルジャ ホリア・テカウ                       | 6-2, 3-6, 6-4       |
| 準優勝 | 16. | 2017年4月14日  | マラケシュ           | クレー        | マルセル・グラノリェルス | ドミニク・イングロット マテ・パビッチ                   | 4–6, 6–2, [9–11]    |
| 準優勝 | 17. | 2017年4月21日  | モンテカルロ         | クレー        | フェリシアーノ・ロペス   | パブロ・クエバス ロハン・ボパンナ                       | 3–6, 6–3, [4–10]    |
| 準優勝 | 18. | 2017年7月24日  | ハンブルク           | クレー        | パブロ・クエバス         | イワン・ドディグ マテ・パビッチ                         | 3–6, 4–6            |
| 準優勝 | 19. | 2017年9月7日   | 全米オープン         | ハード        | フェリシアーノ・ロペス   | ジャン＝ジュリアン・ロジェ ホリア・テカウ               | 3-6, 4-6            |
| 優勝   | 14. | 2018年4月29日  | バルセロナ           | クレー        | フェリシアーノ・ロペス   | アイサム・ウル・ハク・クレシ ジャン＝ジュリアン・ロジェ | 7–6(5), 6–4         |

## 4大大会シングルス成績
略語の説明
| W | F | SF | QF | #R | RR | Q# | LQ | A | Z# | PO | G | S | B | NMS | P | NH |

W=優勝, F=準優勝, SF=ベスト4, QF=ベスト8, #R=#回戦敗退, RR=ラウンドロビン敗退, Q#=予選#回戦敗退, LQ=予選敗退, A=大会不参加, Z#=デビスカップ/BJKカップ地域ゾーン, PO=デビスカップ/BJKカッププレーオフ, G=オリンピック金メダル, S=オリンピック銀メダル, B=オリンピック銅メダル, NMS=マスターズシリーズから降格, P=開催延期, NH=開催なし.
| 大会           | 2003 | 2004 | 2008 | 通算成績 |
| -------------- | ---- | ---- | ---- | -------- |
| 全豪オープン   | A    | A    | A    | 0–0      |
| 全仏オープン   | 2R   | 1R   | 1R   | 1–3      |
| ウィンブルドン | A    | 1R   | A    | 0–1      |
| 全米オープン   | A    | A    | A    | 0–0      |